# Centimètre par seconde
Le centimètre par seconde (symbole : cm/s ou cm s−1) est l'unité dérivée de vitesse du système CGS (centimètre-gramme-seconde).
- 1 cm/s = 0,01 m/s = 36 m/h
- la vitesse de la lumière dans le vide vaut par définition 29 979 245 800 centimètres par seconde.

Unités anglo-saxonnes :
- 1 centimètre par seconde = 0,393 7 pouce par seconde = 118,11 pieds par heure